# Bilibók-pusztája
Bilibók-pusztája Csíkszereda városa mellett, a Kispatak fejében elterülő füves térség.
Ezt a területet a Szeredai-fürdőről lehet a legjobban megközelíteni, egy rövid sétával. A füves puszta legmagasabb pontjáról kitűnő rálátás nyílik a tömbháznegyedekre, amelyek Csíkszereda városát uralják. Ez a hely  kirándulók gyakori választása, amely csak egy napig tart. A környék egyaránt kiváló hely a gombászók számára is.